# Liliana Silva Galeas
Liliana Mishell Silva Galeas (Santo Domingo, 11 de diciembre del 2000) es una ex-dirigente estudiantil y política ecuatoriana. Desde el 2023, concejal municipal de Santo Domingo, siendo la más joven de este organismo.

## Biografía
Oriunda de Santo Domingo, Liliana Silva ha estado involucrada en la política desde los 17 años, siendo presidenta del Consejo Estudiantil de la Unidad Educativa Metropolitano. Llegó a asumir tanto la presidencia de la Federación de Estudiantes Secundarios del Ecuador (FESE) como la Juventud Revolucionaria (JRE) en dicha provincia,  también fue coordinadora del Frente Popular.
Participó en las elecciones de 2019 y 2021, como candidata a concejal y asambleísta respectivamente por el partido Unidad Popular, no consiguiendo el puesto.Sería en 2023 que ganaría el puesto de concejal por la alianza Alternativa formada por Centro Democrático, Unidad Popular, Sociedad Patriótica, Pueblo, Igualdad y Democracia, y Avanza.
Tras ser electa se perfiló como opositora de la administración de Wilson Erazo, siendo en los primeros dos meses la concejal que más veces se opuso a las mociones como la compensación a transportistas urbanos, designación de la vicealcaldesa, secretario general y la conformación de las comisiones.En el caso de compensación a transportistas, realizó un pedido a la Contraloría General del Estado para que se investigue el hecho. En julio de 2023, durante la condecoración de la asambleísta Viviana Veloz, presentó un cartel rechazando este reconocimiento debido su vota en contra de las reforma a la Ley Orgánica de Educación Superior (LOES), entre las que se proponía la creación de una Universidad para la provincia. Este hecho, acontecido en medio del proceso electoral, se virilizaría en redes sociales. El alcalde Erazo amenazaría a la concejala con una sanción a la concejal.
En diciembre de 2023, participó como delegada de la Mancomunidad Estratégica de Municipalidades (MEM Ecuador) en la Comisión de Gobiernos Autónomos Descentralizados de la Asamblea, ante al no pago de las asignaciones a los GADs por parte del gobierno nacional.